# Commanderie de la Tombe-Issoire
La commanderie de la Tombe-Issoire est une commanderie qui appartient aux Hospitaliers de l'ordre de Saint-Jean de Jérusalem rattachée au prieuré hospitalier de Saint-Jean de Latran du grand prieuré de France.

## Origine
À l'origine, la commanderie de la Tombe-Issoire est une simple grange pour y renfermer les récoltes. C'est très probablement la grange donnée par Guillaume des Barres en 1191,. Hugues Pilet de Beauvoir donne, en octobre 1231, tout ce qu'il possédait à Lourcines,.

## La séparation de Lourcines
La grange, se transforme en domaine seigneurial lors de la séparation de Lourcines avec ses terres qui se trouvaient le long du grand chemin de Paris à Montlhéry sur le territoire de Montrouge.
Dans un bail datant de 1466, Renaud Gorre, commandeur, déclare affermer pour neuf ans à un certain Germain Amaury, laboureur à Chasseney, la métairie avec étables, grange, cour, jardin fermé de murs, moulin à vent et 720 arpents de terre labourable à Montrouge, 10 arpents de près à Chantilly et Savigny-sur-Orge, contre un fermage de 2,5 muids de blé, 1,5 muids d'avoine, un setier de grosses fèves et quatre douzaines de pignons,

## La seigneurie du Petit-Montrouge
La commanderie de la Tombe-Issoire fut détruite par un incendie en 1490 mais ne fut jamais reconstruite. Les terres, sous le nom de seigneurie du Petit-Montrouge, furent données à bail, à cens ou à rente perpétuelle.
La seigneurie du Petit-Montrouge rapportait, en 1783, 1 250 livres,.

## Sources
- Eugène Mannier, Les commanderies du grand prieuré de France d'après les documents inédits conservés aux archives nationales à Paris, Paris, 1872 (lire en ligne)